# IC 3000
IC 3000 је ознака објекта на координатама са ректансцензијом 12h 6m 8,0s и деклинацијом - 29° 40" 24'. Открио га је Делајл Стјуарт, 1899. године. Каснијим посматрањима на том положају није уочен никакав астрономски објекат.